# Koulpélogo
Le Koulpélogo est une des 45 provinces du Burkina Faso située dans la région du Centre-Est.

## Départements

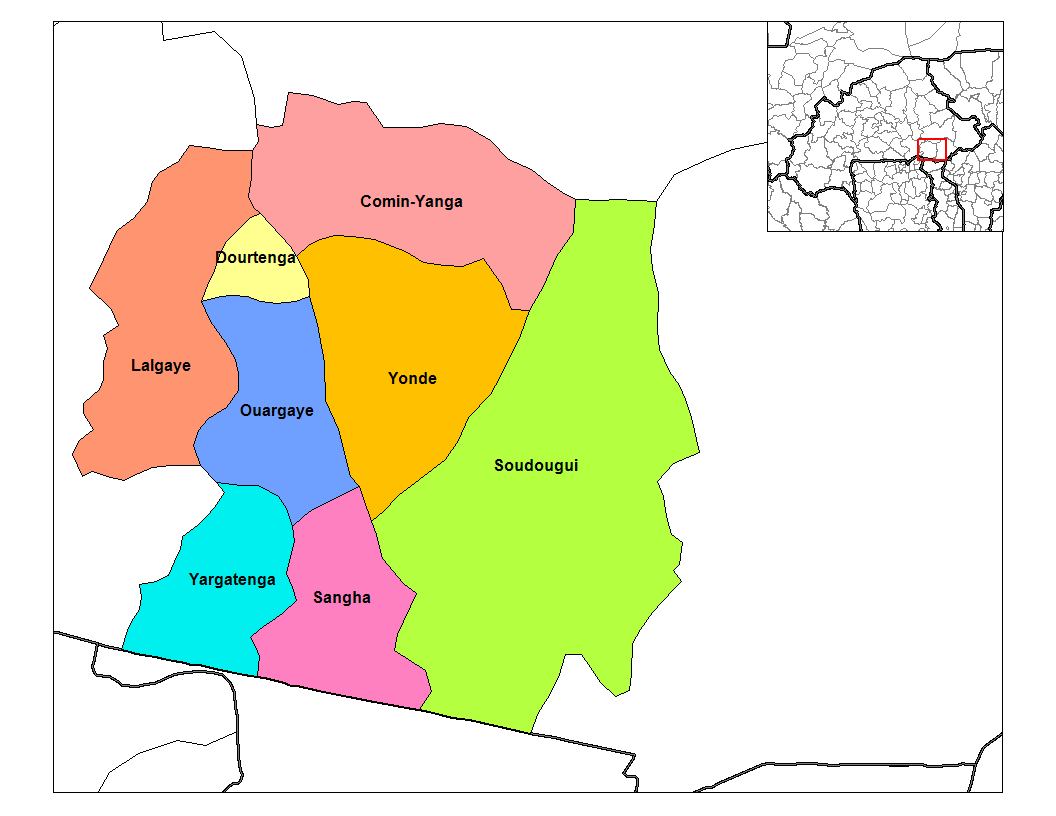
Localisation des huit départements de la province du Koulpélogo.

La province du Koulpélogo comprend 8 départements :
- Comin-Yanga,
- Dourtenga,
- Lalgaye,
- Ouargaye,
- Sangha,
- Soudougui,
- Yargatenga,
- Yondé.

## Démographie
- 87 399 habitants, 35,00 hab/km2 (1996 - Source)
- Chef-lieu : Ouargaye (8 180 habitants).

## Jumelages et accords de coopération
- La province du Koulpélogo a signé un accord de coopération avec :
  -  Saint-Georges-de-Didonne (France).